# Batalla de Quiapo
La batalla de Quiapo, en la Guerra de Arauco, fue la batalla final de la campaña de García Hurtado de Mendoza contra los mapuches bajo el toqui Lemucaguin (también llamado Caupolicán el joven, por ser hijo del empalado jefe Caupolicán). Fue peleada en Quiapo, en la bahía del Carnero (ahora Chile), el 13 de diciembre de 1558.

## Antecedentes
Después de la muerte de Caupolicán, García Hurtado de Mendoza pensó que habían subyugado a los mapuches. Por el contrario, la forma de fallecer de Caupolicán inspiró a los mapuches a continuar la lucha con una guerra de guerrillas, en la cual no había día que algunos yanaconas o un encomendero no murieran en las manos de los weichafe (guerreros) mapuches. Cuando el número de desaparecidos o de muertos hubo alcanzado 400 yanaconas y 10 españoles, el gobernador fue convencido de que estaba equivocado. En Quiapo, los mapuches, bajo el mando de su nuevo toqui llamado Lemucaguin construyeron una fortaleza que pararía a las fuerzas de Mendoza en Arauco y este no podría reconstruir una fortaleza allí. Mendoza volvió del sur y avanzó de Cañete a Quiapo.

## Batalla de Quiapo
Este fuerte organizado por los mapuches y que consistió en rodear con tres fortalezas dispuestas en tal forma que la guarnición hispana quedó en medio de un triángulo desde el cual se les dispensaba a diario todo tipo de insultos y amenazas pero no se atrevían a salir a enfrentarlos por lo sorprendente de la fortaleza. 
El gobernador García Hurtado de Mendoza herido en su orgullo alistó una fuerza de 300 soldados divididos en dos grupos y antes de partir les arengó:

¡Esos traidores se arrepentirán de haber provocado a los hijos de España!.
García Hurtado de Mendoza 

García Hurtado de Mendoza tomó por asalto el fuerte mapuche en diciembre de 1558, cuya existencia cortaba las comunicaciones entre sus tropas. Las columnas atacaron el frente y retaguardia con artillería e infantería derrotando completamente a los mapuches. Hurtado de Mendoza después del triunfo inspeccionó detenidamente el fuerte levantado por los indios y comentó a sus oficiales, entre los cuales muchos lucharon en Europa, al igual que él:

¡Ni en Flandes, ni en Italia he visto fortificaciones mejor que esta, a lo sumo iguales, mejores no, concluyó diciendo, ante el gesto afirmativo de sus hombres.
García Hurtado de Mendoza

Hurtado de Mendoza obtuvo una aplastante pero laboriosa victoria, en la que murió el toqui Lemucaguin, ahorcando al menos a 100 mapuches como escarmiento. Después de la batalla, Hurtado de Mendoza ejecutó a la mayor parte de los mapuches capturados, pero Peteguelén, hijo de Cuyomanque un cacique importante en la región de Arauco, fue perdonado. Con su ayuda y la de este padre agradecido, fue capaz de atraer a la mayor parte de los líderes de Arauco y de Tucapel a someterse a la ley española mientras seguía la reconstrucción de la fortaleza en Arauco.

## Consecuencias
Tras finalizar las operaciones con los mapuches, el monarca Felipe II relevó a García Hurtado de Mendoza, reemplazándole por el vencedor de Lautaro, Francisco de Villagra. El gobernador Hurtado de Mendoza se fue con la idea ilusoria de que había vencido al pueblo mapuche, pero lo concreto y objetivo es que fue uno de los pocos gobernadores que lograron un cierto grado de éxito en la Guerra de Arauco. Dicho éxito se debía, por un lado, a la abundancia de recursos en soldados, pertrechos y armas que trajo, recursos con los que no contaron los anteriores conquistadores y, por otro lado, a que los indígenas no tuvieron estrategas de la talla de Lautaro, sumándose también la lucha mapuche contra la peste, que había diezmado su población.
Los mapuches quedaron en una aparente paz, pero habían evolucionado: ya contaban con armas de fuego sustraídas al conquistador y mejores estrategias. Las derrotas infligidas por parte de Hurtado de Mendoza hicieron del pueblo mapuche un cuerpo más cohesionado y una voluntad más férrea para seguir como un solo ente el camino de la guerra.